# 맥스 스틸
《맥스 스틸》(Max Steel)은 미국에서 제작된 스튜어트 헨들러 감독의 2016년 액션, 모험, SF 영화이다. 벤 윈첼 등이 주연으로 출연하였고 줄리아 피스터 등이 제작에 참여하였다.
2014년 4월 29일 노스캐롤라이나에서 촬영이 시작되어 2014년 5월 말 촬영이 종료되었다. 돌핀 필름스와 마텔 플레이그라운드 프로덕션스가 이 영화를 공동 제작했다. 이 영화는 2016년 10월 14일 미국에서 오픈 로드 필름스에 의해 개봉되었으며 상업적으로 실패하였다.

## 출연

### 주연
- 벤 윈첼
- 앤디 가르시아
- 조쉬 브레너
- 마리아 벨로

### 조연
- 아나 빌라페인
- 마이크 도일
- 필립 드보나
- 빌리 슬로터
- 로렌스 카오
- 메간 헤이즈
- 메리 크리스티나 브라운

## 같이 보기
- 장난감의 영화화 작품 목록